# Allard van Egmont
Allard van Egmont (Slot op den Hoef, Egmond aan den Hoef, 1130 - Schoorl, 1168), ook bekend als Alebrecht, Albrecht, Alard, Allert en Adalard van Rinneghem, was ridder en heer van Egmont.
Allard kwam uit het huis Egmont. Zijn vader Berwout was rentmeester van de Abdij van Egmond en begon met de bouw van een kasteel, Slot op den Hoef, ook Kasteel Egmond genoemd. Na zijn vaders dood bouwde Allard verder aan het slot.
In 1168 trok Allard samen met andere Hollandse edelen ten strijde in een strafexpeditie tegen de West-Friezen, in naam van Graaf Floris III van Holland. Hij verbrandde het kasteel van Schagen. Bij Schoorl werden de Hollanders in een hinderlaag gelokt door de West-Friezen. Negen ridders, waaronder Allard, sneuvelden.
Allard huwde met een vrouw uit het geslacht van Henegouwen. Met haar kreeg hij minstens twee zonen:
- Wouter van Egmont (1145 - 1208)
- Allard van Egmont (1150 - 12??), hij werd heer van Buren.